# Lingüística forense comparada
Lingüística forense comparada (LFC) 
es es un campo interdisciplinario que integra la lingüística forense, las ciencias del comportamiento, la antropología y otras disciplinas para examinar el lenguaje dentro de su contexto legal, social y cultural. Considera el lenguaje como una interacción compleja de factores cognitivos, emocionales y conductuales. Se encarga de analizar patrones lingüísticos, elecciones estilísticas y señales emocionales y así aporta para construir perfiles detallados de individuos y sus comportamientos comunicativos. Este enfoque asiste en investigaciones legales y otras áreas de la comunicación humana.
La lingüística forense comparada también es un acercamiento multidisciplinario, multilingüe y multicultural.

## Origen y desarrollo de la Lingüística Forense Comparada y sus Técnicas Operativas
En 2012, Óscar Roberto Álvarez Vázquez en Berkeley, CA, propuso el enfoque analítico de la Lingüística Forense Comparada (LFC) para posteriormente consolidar a la LFC con el nacimiento de herramientas anticrimen:
- Análisis Lingüístico de la Conducta Verbal[2] (ALCV)
- Análisis Comparativo de Datos Estructurales Base (ACDEB)
- Anatomía del Engaño[3]
- Autopsia Lingüística (AL)

Actualmente estas técnicas son aplicadas por lingüistas e investigadores analistas de la conducta verbal en foros académico, jurídico - judicial, de inteligencia y policial en Estados Unidos, México, Brasil, Europa y África. 

## Comparación con la Lingüística forense
Aunque ambos campos comparten un terreno común en la aplicación legal del lenguaje, la lingüística forense se centra principalmente en el artefacto lingüístico en sí, buscando establecer hechos como la autoría, la autenticidad o el significado preciso de los enunciados. En contraste, la LFC busca comprender al individuo y su contexto comunicativo, profundizando en las dimensiones psicológicas y conductuales del uso del lenguaje.
Autopsia Lingüística

## Autopsia lingüística
La Autopsia Lingüística (AL) es una técnica especializada dentro de la LFC utilizada centrada en analizar el lenguaje en investigaciones legales. Va más allá de la interpretación superficial para descubrir el significado y la intención más profundos detrás del lenguaje. Esta técnica emplea en crímenes complejos como homicidios, asesinatos en serie, extorsión, secuestros, amenazas anónimas, crimen organizado, corrupción política y fraude.
La Autopsia Lingüística se caracteriza por un acercamiento analítico desde las perspectivas investigativas científico - policial incluyendo los aspectos cualitativo, cuantitativo, lingüístico, anatómico y conductual para medir, contabilizar, predecir la intención y los niveles de probabilidad de violencia y peligrosidad en criminales y sospechosos.